# Heinrich Ludwig Pfaff
Heinrich Ludwig Pfaff (* 3. Dezember 1765 in Herbsleben; † 9. Februar 1794) war ein deutscher evangelischer Theologe, Prediger und Lehrer.

## Leben
Heinrich Ludwig Pfaff war der Sohn des Johann Samuel Pfaff, der ab 1757 in Herbsburg als Diakon amtierte. Zunächst kümmerte sich der Organist und Lehrer Johann Bindernagel um die Ausbildung Pfaffs und brachte ihm auch die lateinische Sprache bei. Pfaffs Vater vertiefte die lateinische Sprache, indem er ihn die Gothaische politische Zeitung zu übersetzen gab.
Anschließend besuchte Pfaff ein Gothaisches Gymnasium, das unter dem Rektorat von F. A. Stroth stand. Zwar erwies er sich dort als fleißig, verschlechterte aber seine Gesundheit, da er auch in der Nacht lernte. Schließlich begann er 1784 ein Theologiestudium an der Universität Jena, daneben befasste er sich mit der Altertumswissenschaft und Philosophie. Außerdem besuchte er die lateinische Gesellschaft Karl Friedrich Walchs und Johann Christoph Döderleins Predigerseminar, für das er erste Predigten verfasste.
Nach Abschluss seiner Studien 1787 kehrte Pfaff als Privatlehrer in seine Heimatstadt zurück. Später wurde er Lehrer an einer Jungenschule in Gotha. Dort wurden neuerdings nur noch Predigerkandidaten angenommen. Seit dieser Zeit befasste sich Pfaff intensiv mit der Schriftstellerei. Außerdem arbeitete er mit bei dem Allgemeinen Magazin für Prediger bei den Gothaischen gelehrten Zeitungen. Die Einnahmen durch seine Lehrstelle und die Bücher teilte er sowohl mit seiner Schwester, wie auch mit seiner Mutter, deren Gatte bereits verstorben war.
Unter der geistigen Anstrengung gesundheitlich leidend, verstarb Pfaff bereits 1794 im Alter von 28 Jahren. Seine Zeitung für Landprediger und Schullehrer, die er ein Jahr vor seinem Tode anfing, wurde anschließend vom Garnisonsprediger Credner weitergeführt.

## Werke
- Pindari Carmen IV Olymp. perpetua annotatione illustravit (Jena 1787)
- Versuch einer kurzen Beschreibung des Zustandes der Sitten und Gebräuche der Hebräer für Ungelehrte (Eisenach 1792)
- Unterhaltendes Historienbuch für Bürger und Bauersleute (Gotha 1793)
- Kleine auserlesene liturgische Bibliothek für Prediger (zwei Bände, Gotha 1793)
- Zeitung für Landprediger und Schullehrer (Gotha 1793–1795)
- Gebetbuch für Bürger und Bauersleute (Gotha 1794)